# Langham (Somerset)
Langham – przysiółek w Anglii, w Somerset. Langham jest wspomniana w Domesday Book (1086) jako Langeham/Langaham.